# Nor-Am Cup 1991
La Nor-Am Cup 1991 fu la 16ª edizione della manifestazione organizzata dalla Federazione Internazionale Sci.
In campo maschile lo statunitense Jeremy Nobis si aggiudicò sia la classifica generale, sia quella di slalom gigante; il canadese Ed Podivinsky vinse quella di discesa libera, gli statunitensi Todd Kelly e Tiger Shaw rispettivamente quella di supergigante e di slalom speciale. Lo statunitense Tommy Moe era il detentore uscente della Coppa generale.
In campo femminile la statunitense Picabo Street si aggiudicò la classifica generale; le sue connazionali Megan Gerety e Julie Parisien vinsero rispettivamente quella di discesa libera e di supergigante, le svizzere Petra Bernet e Gabriela Zingre-Graf rispettivamente quella di slalom gigante e di slalom speciale. La statunitense Heidi Bowes era la detentrice uscente della Coppa generale.

## Uomini

### Classifiche

#### Generale
| Pos. | Nome           | Nazione     | Punti |
| ---- | -------------- | ----------- | ----- |
| 1    | Jeremy Nobis   | Stati Uniti | 144   |
| 2    | Joe Levins     | Stati Uniti | 120   |
| 3    | Rob Crossan    | Canada      | 98    |
| 4    | Alain Feutrier | Francia     | 94    |

## Donne

### Classifiche

#### Generale
| Pos. | Nome          | Nazione     | Punti |
| ---- | ------------- | ----------- | ----- |
| 1    | Picabo Street | Stati Uniti | 200   |
| 2    | Megan Gerety  | Stati Uniti | 179   |